# 扭唇拟捻螺
扭唇拟捻螺（学名：Acteocina gordonis）为拟捻螺科拟捻螺属的动物。分布于日本，包括广东、东海等海域，属于暖水性种类。其主要生活于潮间带低潮线-潮下带浅水区的砂质底。